# Saflufenacil
Saflufenacil ist eine chemische Verbindung aus der Gruppe der Pyrimidindione.

## Verwendung
Saflufenacil ist ein Vorauflaufherbizid aus der Klasse der Protoporphyrinogen-Oxidase-Hemmer (PPO-Hemmer).
Es wird besonders gegen Abutilon theophrasti, Ambrosia artemisiifolia, Ambrosia trifida, Xanthium strumarium, Polygonum persicaria, Amaranthus retroflexus, Amaranthus tuberculatus var. rudis und Chenopodium album im Maisanbau verwendet.

## Zulassung
Saflufenacil ist in Nordamerika zugelassen. Für die EU wurde keine Zulassung beantragt, daher sind dort und in der Schweiz keine Pflanzenschutzmittel mit diesem Wirkstoff zugelassen.